# Vatilieu
Vatilieu é uma comuna francesa na região administrativa de Auvérnia-Ródano-Alpes, no departamento de Isère. Estende-se por uma área de 9,22 km². Em 2010 a comuna tinha 373 habitantes (densidade: 40,5 hab./km²).